# Ford Expedition
O Expedition é um utilitário esportivo de porte grande da Ford.

## Galeria
- Primeira geração (1997-2002)
- Segunda geração (2003-2006)
- Terceira geração (2007-2017)
- Quarta geração (2018-presente)